# Avenariusstraße 3 (München)

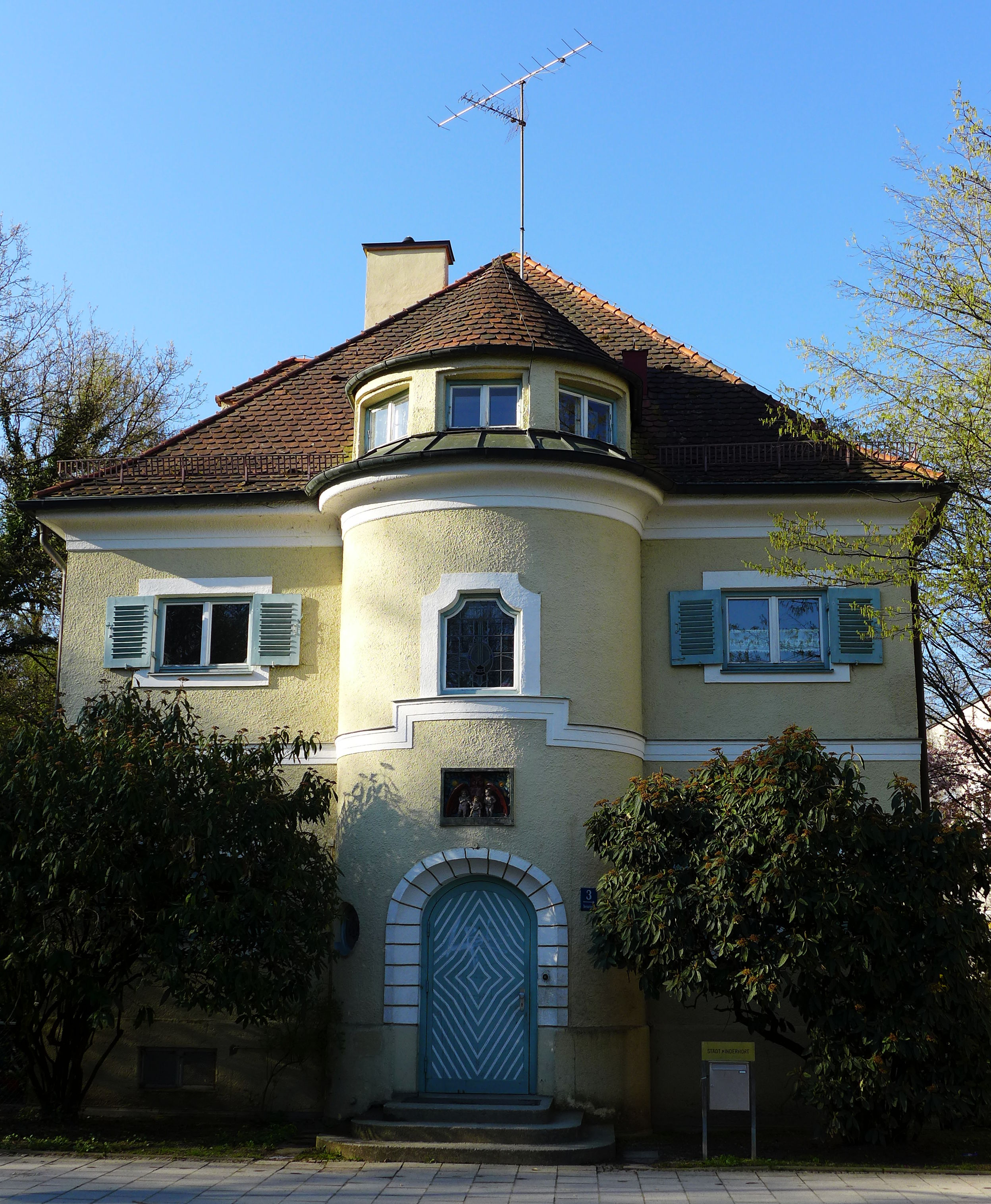
Haus Avenariusstraße 3 im Stadtteil Pasing von München

Das Gebäude Avenariusstraße 3 im Stadtteil Pasing der bayerischen Landeshauptstadt München wurde von 1909 bis 1911 errichtet. Die Villa ist ein geschütztes Baudenkmal.
Der zweigeschossige Pyramidendachbau, seit 1976 als ein Kindergarten genutzt, mit konvexem Treppenhausrisalit, Zwerchhaus, Erker und Portalplastik wurde im Reformstil nach den Plänen des Architekten Josef Lang errichtet.
Die Villa entstand als Wohnhaus des Rektors des benachbarten Karlsgymnasiums. 